# Ипишуна-ду-Пара

Ипишуна-ду-Пара на карте штата.

Ипишуна-ду-Пара (порт. Ipixuna do Pará) — муниципалитет в Бразилии, входит в штат Пара. Составная часть мезорегиона Северо-восток штата Пара. Входит в экономико-статистический микрорегион Гуама. Население составляет 51 309 человек на 2010 год. Занимает площадь 5215,555 км². Плотность населения — 9,84 чел./км².
Праздник города — 13 декабря.

## Демография
Согласно сведениям, собранным в ходе переписи 2010 г. Национальным институтом географии и статистики (IBGE), население муниципалитета составляет:
| Полное население                               | Полное население                               | Полное население                               | Полное население                               | 51 309 |
| ---------------------------------------------- | ---------------------------------------------- | ---------------------------------------------- | ---------------------------------------------- | ------ |
| в том числе:                                   | Городское население                            | 12 227                                         | Процент городского населения, %                | 23,83  |
|                                                | Сельское население                             | 39 082                                         | Процент сельского населения, %                 | 76,17  |
|                                                | Мужское население                              | 26 904                                         | Процент мужского населения, %                  | 52,44  |
|                                                | Женское население                              | 24 405                                         | Процент женского населения, %                  | 47,56  |
| Плотность населения, чел/км²                   | Плотность населения, чел/км²                   | Плотность населения, чел/км²                   | Плотность населения, чел/км²                   | 9,84   |
| Население муниципалитета в % к населению штата | Население муниципалитета в % к населению штата | Население муниципалитета в % к населению штата | Население муниципалитета в % к населению штата | 0,68   |

По данным оценки 2015 года население муниципалитета составляет 58 558 жителей.

## Статистика
- Валовой внутренний продукт на 2003 год составляет 164 063 343,00 реалов (данные: Бразильский институт географии и статистики).
- Валовой внутренний продукт на душу населения на 2003 год составляет 5211,67 реалов (данные: Бразильский институт географии и статистики).
- Индекс развития человеческого потенциала на 2000 год составляет 0,622 (данные: Программа развития ООН).

## Важнейшие населенные пункты
| № | Населённый пункт        | Населённый пункт (порт.) | Категория | Население чел. (2010) | На карте                       |
| - | ----------------------- | ------------------------ | --------- | --------------------- | ------------------------------ |
| 1 | Ипишуна-ду-Пара         | Ipixuna do Pará          | город     | 12 227                | 2°33′30″ ю. ш. 47°29′57″ з. д. |
| 2 | Вила-ду-Амор            | Vila do Amor             | поселок   | 6404                  | 2°23′27″ ю. ш. 47°32′34″ з. д. |
| 3 | Носса-Сеньора-Апаресида | Nossa Senhora Aparecida  | поселок   | 3428                  | 3°33′21″ ю. ш. 49°01′33″ з. д. |
| 4 | Генезиу                 | Genésio                  | поселок   | 1357                  | 3°29′12″ ю. ш. 48°57′33″ з. д. |
| 5 | Кампус-Белус            | Campos Belos             | поселок   | 1280                  | 3°32′00″ ю. ш. 48°59′46″ з. д. |